# Estación Llano Blanco
Llano Blanco es una estación ubicada en sector rural de Llano Blanco, en la comuna chilena de Los Ángeles, en la línea del Ramal Santa Fe - Santa Bárbara, inaugurada junto a la ampliación de la línea, en 1921.
- Datos: Q5843388